# اورلاند دو لاسو
اورلاند دو لاسو (هلندی: Orlande de Lassus؛ ‏ زادهٔ ۱۵۳۲ – درگذشتهٔ ۱۴ ژوئن ۱۵۹۴) آهنگساز و کاپل‌مایستر اواخر دورهٔ رنسانس اهل هلند هابسبورگ بود.
او امروزه به‌عنوان نمایندهٔ عالی سبک پلی‌فونیک (چندصدایی) در مکتب فرانکو-فلاندری (یا همان مکتب هلندی) و یکی از معروف‌ترین و بانفوذترین نوازندگان در اروپا در پایان سدهٔ ۱۶ (همراه با پالِسترینا و توماس لوئیس دِ ویکتوریا) شناخته می‌شود.

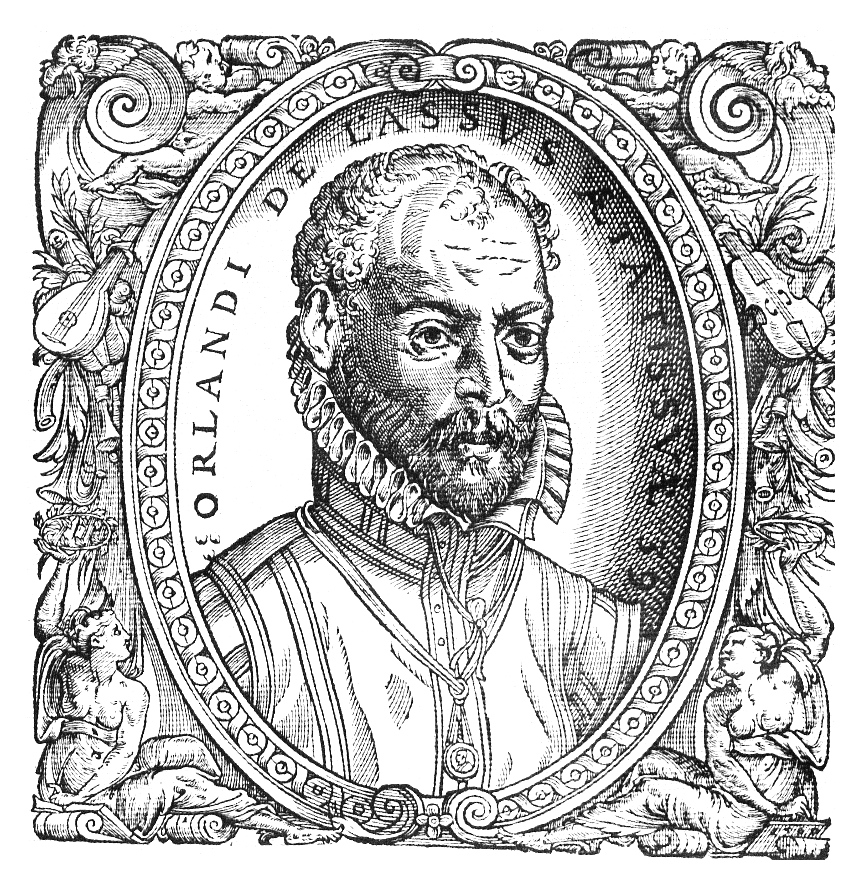
اورلاند دو لاسو